# P. J. 몰랜도

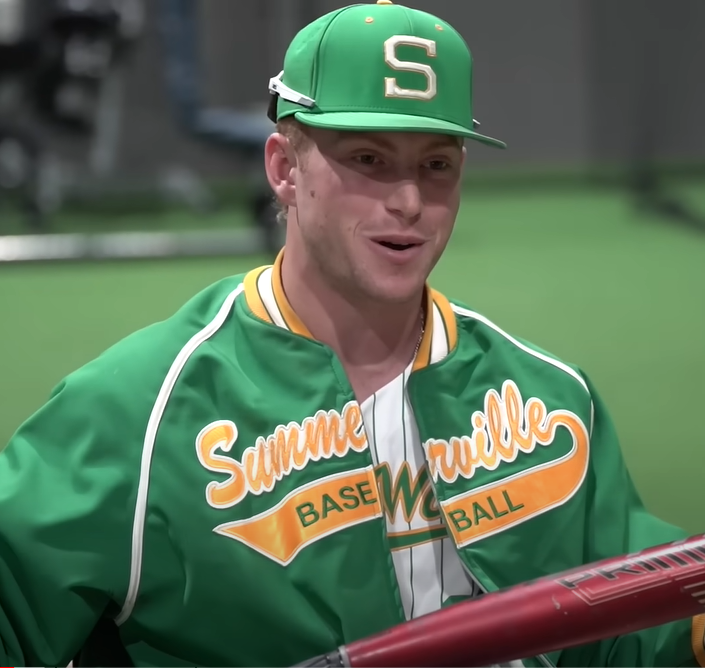
2024년 모습

P. J. 몰랜도(P. J. Morlando, 본명: 페리 윌리엄 모랜도, Perry William Morlando, 2005년 5월 16일 ~ )는 마이애미 말린스 소속의 미국 프로 야구 외야수이다.

## 아마추어 경력
몰랜도는 사우스 캐롤라이나 주 섬머빌에 있는 섬머빌 고등학교에 다녔으며 그곳에서 야구를 했다. 2022년 2학년이 된 그는 홈런 9개, 타점 23개를 기록했다. 2023년 주니어 시절 그는 타율 .463, 6홈런, 19타점을 기록했다. 그해 여름, 몰랜도는 T-모바일 파크에서 열린 2023 하이스쿨 홈런 더비에서 우승했으며 하이스쿨 올 아메리칸 게임의 MVP로 선정되었다. 그는 또한 USA 베이스볼의 18U 팀에도 지명되었다. 2024년 4학년인 몰랜도는 2개의 홈런으로 .392의 타율을 기록했고 60% 이상의 출루율을 기록했으며 종종 투구를 당했다. 그는 사우스 캐롤라이나 대학교에서 대학 야구를 하기로 결심했다.

## 프로 경력
몰랜도는 2024년 메이저 리그 베이스볼 드래프트 전체 16순위로 마이애미 말린스에 1라운드 지명되었다. 2024년 7월 19일 몰랜도는 말린스와 340만 달러 상당의 언더슬롯 계약을 체결했다.